# الملاك الصغير (فلم)
الملاك الصغير (بالإنجليزية: little angel Or El malak el saghir Or almalak alsaghir)، فيلم سينمائى درامى مصرى، أبيض وأسود إنتاج 1957 إخراج: كمال الشيخ، تأليف: حسين حلمي المهندس تمثيَل : زبيدة ثروت، حسين رياض، يحيى شاهين، يوسف وهبي، ميمي شكيب، فردوس محمد إخراج: كمال الشيخ.

## قصة الفيلم
ضُحى (زبيدة ثروت) فتاة رقيقة تعيش مع جدها صادق (حسين رياض) في فيلتهم، ولكنها تعاني من عقدة الخروج من المنزل بعد وفاة والديها في حادثة سيارة عندما سافرت معهم لأول مرة في حياتها. فتُصاب بالذعر كلما همت بالخروج من المنزل. يضطر الجد إلى بيع المنزل لرجل الأعمال مراد (يحيى شاهين) و يخفي الخبر عن ضُحى لتعلقها الشديد بالمنزل. و عندما يأتي مراد لتسلم البيت، يدرك عقدة ضُحى و يتعاطف معها ولكن زوجته هيام تشعر بالغيرة منها.

## القصة الكاملة
ضُحى (زبيدة ثروت) فتاة رقيقة ورومانسية تعيش مع جدها صادق (حسين رياض) في فيلتهم الجميلة المحاطة بالحدائق والزهور، تحب ضُحى جميع من حولها وتنشر الحب بينهم وتتعامل معهم بكل رقة وعفوية. ولكنها تعاني من عقدة الخروج من المنزل بعد وفاة والديها في حادثة عربية عندما سافرت معهم لأول مرة في حياتها. فتصاب بالذعر كلما همت بالخروج من المنزل. يضطر الجد إلى بيع المنزل لرجل الأعمال مراد (يحيى شاهين) و يخفي الخبر عن ضُحى لتعلقها الشديد بالمنزل. و عندما يأتي مراد لتسلم البيت يدرك عقدة ضُحى و يتعاطف معها ولكن زوجته هيام (كريمة) تشعر بالغيرة منها خاصة أنها قاطعت والديها لزواجها من مراد دون موافقتهم عليه فهم يرونه غير مناسب لها كونه أدنى من طبقتهم. تحاول ضُحى أن توفق بين هيام و والديها وبعد خلافات وجدال يتصالحون ويدركون مدى رقة وطيبة ضُحى ولكنها تكون قد عرفت الحقيقة وأن المنزل قد بيع لمراد وعليها بالخروج منه فتصاب بالشلل وتموت، ويعلمون أخيرًا أنه كان بينهم ملاكًا صغيرًا.

## فريق العمل
- إخراج: كمال الشيخ
- تأليف: حسين حلمي المهندس
- تمثيل:
  - زبيدة ثروت ... ضحى
  - يحيى شاهين ... مراد
  - حسين رياض ... صادق
  - يوسف وهبي ... شوكت
  - ميمي شكيب ... سامية
  - فردوس محمد ... ام سعد
  - كريمة ... هيام
  - احمد بالى ... '
  - آمال خميس ... '
  - عبد الغني النجدي ... سلامه بتاع العيش
  - أحمد لوكسر ... '
  - عبدالعزيز حمدي ... صاحب الدين
  - نظيم شعراوي ... دكتور عزمى
  - حسين عسر ... مدير المستشفى
  - ضياء رضوان ... '

## روابط خارجية
- صفحة الفيلم على موقع السينما
- صفحة الفيلم على قاعدة بيانات الأفلام على الإنترنت